# 五陇阪之战
五陇阪之战，唐高祖武德七年（624年）八月，东突厥军多次攻扰唐朝边境。八月，秦王李世民率军在五陇阪（今陕西省凤翔县西）计退突厥军。
李渊建立唐朝后，东突厥对唐期采取既和亲又掠夺，以掠夺为主的政策，武德七年三月二十七日，突厥侵掠原州（治高平县，今宁夏固原市）。五月初二，突厥侵掠朔州（治善阳，今山西朔州市）。六月，突厥侵扰武周城（今山西左云县），被代州（治雁门县，今山西代县）军队击败。七月初一，苑君璋引突厥军侵朔州，唐朝总管秦武通将其击退。七月初十，突厥再次侵掠原州，李渊命宁州刺史鹿大师前去救援，又派灵州总管杨师道奔赴大本根山，截断突厥归路。七月十二日，突厥袭扰陇州（治汧源县，今陕西陇县），护军尉迟敬德进击突厥。七月十五日，突厥侵掠阴盘（今甘肃平凉东南四十里铺）。
由于突厥连年侵扰，唐朝关中地区经常受其威胁，使京师人心惶惶。有大臣上书认为突厥军之所以再次入侵关中，是因为唐朝大量人口和财富集中在长安，建议焚毁长安，将人口迁走，在他处定都，即可使突厥不再入侵。李渊和太子李建成、齐王李元吉、宰相裴寂等同意这一策略，李渊派中书侍郎宇文士及到樊城（今湖北省襄阳市北）、邓州（今河南省邓州市）一带巡视可以定都的地方。
秦王李世民坚决反对这一主张，他举出前代的史事，说明妥协退让不能解决问题。请求李渊给他几年时间，一定打败突厥，解除边患。由于他态度坚决，李渊迁都的念头被打消。闰七月二十一日，李渊下诏命李世民、李元吉率军前去抵御突厥。八月初一，突厥军侵入原州。八月初五，突厥军侵扰忻州（治秀容，今山西忻州市）。八月初九，突原袭扰并州（治今山西太原市西南）。八月十一日，突厥侵犯绥州（治魏平，今陕西省子长县东南），唐朝绥州刺史刘大俱将其击退。
突厥頡利可汗、突利可汗见唐朝一统全国已成定局，于是倾其全部人马，对中原发动大规模入侵。八月十二日，突厥两可汗率精骑万名在豳州（治今陕西彬县）南的五陇阪与李世民、李元吉所率的唐军相持。当时关中地区连日阴雨，唐军连日行军，已经疲意不堪，再加上运粮隔断，军器受潮，战斗力锐减。李元吉等许多将领都认为敌强我弱，不敢出战。李世民深知頡利可汗和突利可汗之间的矛盾，互不信任，于是率一百名骑兵至突厥阵前，厉声责问頡利可汗背盟负约、大举入侵，邀其单打独斗，声称仅用所率一百骑兵即能抵御突厥大军。頡利原以为李世民不敢与战，不明白李世民的意图，深怕中计，故不敢轻举妄动。李世民又策马向前，派人责备突利可汗违约，表示与他决一胜负，突利也是避而不答。李世民再次向前推进，准备渡过沟堑。頡利见李世民轻装出战，又听到他与突利谈到盟约，怀疑他们之间早有联系，担心自己被两面夹击，派使者劝李世民不要进軍，自己也引军退却。此时雨越下越大，李世民命令诸将率军潜师夜出，冒雨而进，突厥大惊。李世民又人向突利陈述利弊得失，突利大喜，归顺唐朝。頡利打算出战，突利不从，突利只得派突利和夹毕特勤阿史那思摩求见李世民请和，李世民与他们订立盟约，双方撤军。八月二十三日，岐州刺史柴绍在杜阳谷（今陕西省麟游县西北）击败突厥军。九月初六，突厥侵扰绥州，绥州都督刘大俱将其击败，俘虏三名特勤。